# Volker Lösch

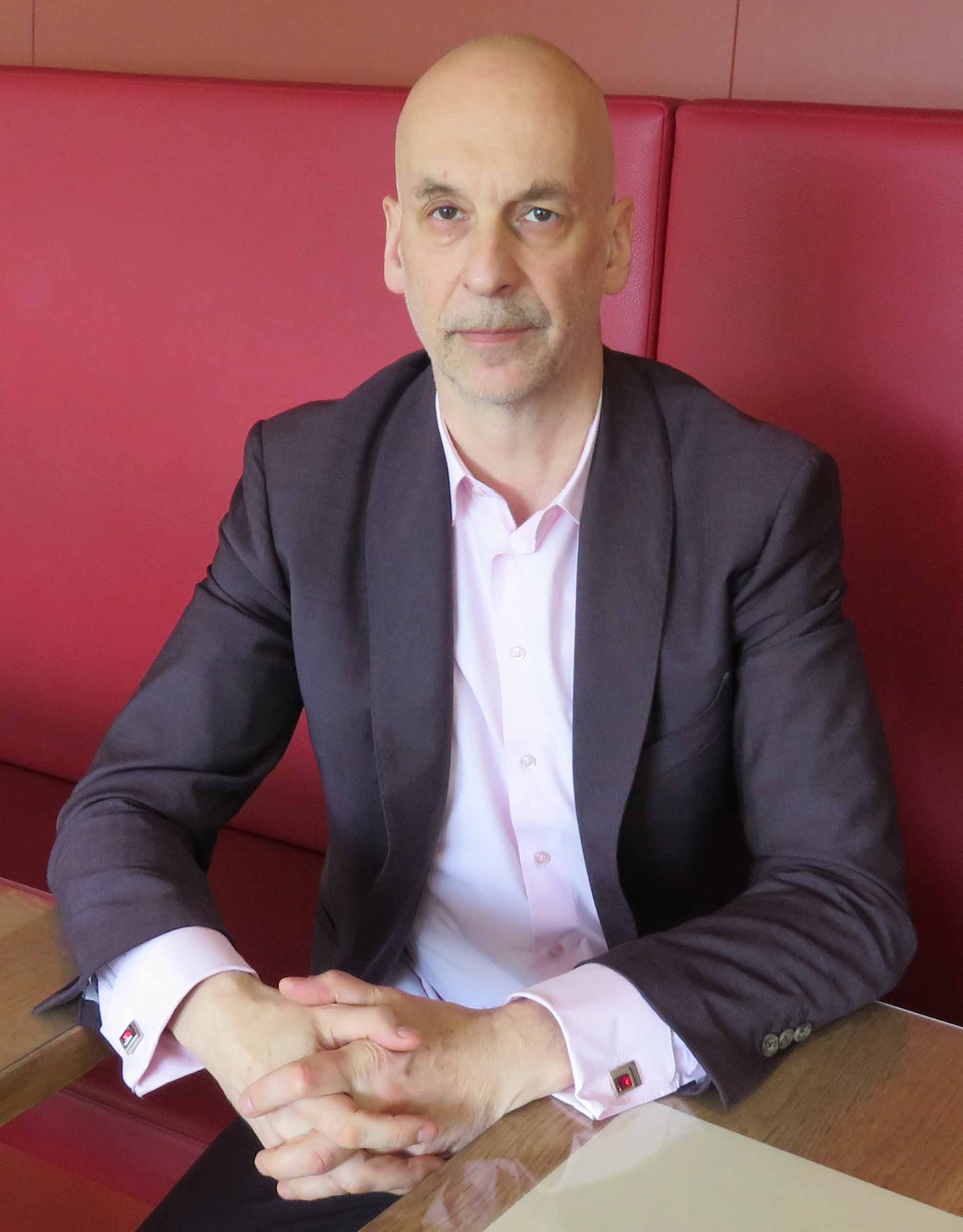
Volker Lösch (2016)

Volker Lösch (* 1963 in Worms) ist ein deutscher Theaterregisseur.
Große Bekanntheit erlangte er vor allem durch seine Inszenierungen, in denen er Texte aus dem bürgerlichen Bildungskanon auf der Bühne mit Laienchören kontrastiert, die dokumentarisches Material und Erfahrungsberichte vortragen. Die Texte und Gesänge der Chöre thematisieren soziopolitische Missstände und spiegeln die Probleme der – häufig unterprivilegierten – gesellschaftlichen Gruppe wider.

## Vom Schauspieler zum Regisseur
Lösch wuchs in Uruguays Hauptstadt Montevideo auf. Kurz vor dem Militärputsch 1973 kehrte seine Familie nach Deutschland zurück.
Von 1986 bis 1989 ließ Lösch sich in Kiel und Hamburg zum Schauspieler ausbilden und spielte unter anderem am Nationaltheater Weimar, am Deutschen Theater Göttingen und am Theater am Neumarkt Zürich. Seine Debüt als Regisseur gab Lösch 1995 mit einer Inszenierung von  Edward Bonds Gerettet in der Züricher Roten Fabrik. Er wandte sich von der Schauspielerei ab und war als Regisseur an zahlreichen Stadt- und Staatstheatern tätig.
Für seine Inszenierung der Orestie am Staatsschauspiel Dresden 2004 arbeitete Lösch erstmals mit einem Sprechchor, der die „außertheatrale Wirklichkeit“ unmittelbar in das Bühnengeschehen integrierte. Seitdem steht in seinen Inszenierungen dem Schauspielerensemble regelmäßig ein Chor von Laiendarstellern gegenüber. Die Laienchöre, die er mit Einar Schleefs vormaligem Choristen Bernd Freytag einstudiert, besetzt Lösch meist mit Vertretern verschiedenster sozialer Schichten, wie Erwerbslosen, Unternehmern, Migranten oder verurteilten Straftätern, die biografisch grundierte Texte vortragen. Die Auseinandersetzung mit sozialen Fragen und gesellschaftlichen Konflikten zählt zum Kern von Löschs ästhetischer Programmatik: „Kunst ohne Anbindung an das Draußen, an die Zeit, in der ich lebe, finde ich sinnlos.“
Für Aufsehen sorgte Lösch mit seiner Inszenierung des naturalistischen „Kampfstücks“ Die Weber nach Gerhart Hauptmann am Staatsschauspiel Dresden im Oktober 2004. Aufgrund von provokativen Texte des  aus 33 Dresdner Bürger bestehenden Laienchores, in denen verschiedene Politiker und personen des öffentlichen Lebens beschimpft wurden, erwirkte der Bühnenverlag Felix Bloch Erben eine einstweilige Verfügung am Landgericht Berlin. Die Produktion musste stark gekürzt und umbenannt werden (Die Dresdner Weber).  Auch die Fernsehmoderatorin Sabine Christiansen ging rechtlich gegen die Inszenierung vor, da eine Textpassage eine implizite Morddrohung gegen sie enthielt. Die Theaterzeitschrift Die Deutsche Bühne kürte Löschs Inszenierung 2005 zur „Inszenierung des Jahres“.

## Hausregisseur am Schauspiel Stuttgart
Von 2005 bis 2013 war Volker Lösch Hausregisseur und Mitglied der künstlerischen Leitung am Schauspiel Stuttgart. Dort inszenierte er 2007 Euripides’ Medea mit einem Migrantinnenchor. Zu dieser Stuttgarter Inszenierung produzierte der Filmregisseur Thomas Lauterbach 2007 den Dokumentarfilm Hochburg der Sünden, der bei dem Dok-Festival Leipzig 2008 als „Bester deutscher Dokumentarfilm“ mit der Goldenen Taube ausgezeichnet wurde.
Im Oktober 2008 warf Lösch gemeinsam mit Beate Seidel am Deutschen Schauspielhaus Hamburg in der umstrittenen Inszenierung Marat, was ist aus unserer Revolution geworden? frei nach Marat/Sade von Peter Weiss abermals Fragen nach sozialer Gerechtigkeit auf. Für Kontroversen sorgte die namentliche Nennung zahlreicher lokaler Vermögensmillionäre auf der Bühne. Die Inszenierung wurde zum Berliner Theatertreffen 2009 eingeladen.
An der Berliner Schaubühne am Lehniner Platz zeigte Lösch im Dezember 2009 eine moderne Adaption von Alfred Döblins Roman Berlin Alexanderplatz. Lösch verband die Geschichte des aus der Haft entlassenen Kleinverbrechers Franz Biberkopf mit den Erfahrungen von heutigen Gefangenen und Haftentlassenen unter der Leitfrage, wie der einzelne in einer kriminalisierten Gesellschaft (Bankenskandale, Schmiergeld- und Parteispendenaffären) „anständig“ bleiben könne.
Löschs Inszenierung von Schillers Die Räuber am Theater Bremen vom Februar 2010 wurde durch das Online-Magazin Nachtkritik.de zu einer der zehn besten Inszenierungen deutschsprachiger Theater im Jahr 2010 gewählt. Die Inszenierung arbeitete mit einem Chor aus jungen Bremerinnen und Bremern, die sich dem radikal linken Spektrum zugehörig fühlen, und ließ diese auf die 68er-Generation ihrer Eltern und Großeltern treffen.
Nachdem Lösch bereits für die Stuttgarter Inszenierung Endstation Stammheim 2007 nach Zeugnissen aktuellen Widerstands gesucht hatte, schloss er sich 2010 dem Protest gegen das umstrittene Verkehrs- und Städtebauprojekt Stuttgart 21 an. Im Juli 2010 regte er gemeinsam mit dem Schauspieler Walter Sittler den Stuttgarter „Schwabenstreich“ an: „Jeden Abend um 19 Uhr ertönt ein neuer Schwabenstreich: Eine Minute Krach mit allem, was laut ist, es kann auch die eigene Stimme sein.“ Lösch beteiligte sich mit einem Stuttgarter Bürgerchor, der Texte von Peter Weiss und Bürgerparolen skandierte, an den Stuttgarter Montagsdemonstrationen.
Am 11. Dezember 2010 hatte in der Berliner Schaubühne Löschs Arbeit Lulu – Die Nuttenrepublik Premiere. In der Produktion verband der Autor Versatzstücke aus den Wedekind-Stücken Erdgeist und Die Büchse der Pandora mit „Texten von Berliner Sexarbeiterinnen“. Im Januar 2012 inszenierte Lösch auf Einladung des Goethe-Instituts im Teatro Solís in Montevideo in einer freien Produktion die Antigona Oriental, in der er einstige politische Gefangene der uruguayischen Militärdiktatur zu Wort kommen und die Namen bekannter Folterer vortragen ließ, die später unbehelligt in der uruguayischen Gesellschaft lebten.
Löschs Inszenierung der Heimkehrertragödie Draußen vor der Tür an der Berliner Schaubühne verknüpfte Borcherts Vorlage im Januar 2013 mit Auszügen aus Abhörprotokollen deutscher Kriegsgefangener in britischer und amerikanischer Haft, die dokumentieren, dass einfache Wehrmachtsoldaten an der Ermordung der Zivilbevölkerung und der Juden beteiligt waren. Ausgewertet hatten die Protokolle der Historiker Sönke Neitzel und der Sozialpsychologe Harald Welzer (Soldaten. Protokolle vom Kämpfen, Töten und Sterben, 2011). Eva Behrendt bezeichnete es als „Coup, dass Volker Lösch und Stefan Schnabel das viel gespielte Nachkriegsdrama [...] mit dem konfrontieren, was deutsche Soldaten im Krieg tatsächlich getan bzw. welchen Taten sie beigewohnt haben“ und dass Lösch das Stück als Verdrängungsdrama neu akzentuiert habe.

## Freier Regisseur
Mit einer stark bearbeiteten Fassung von Max Frischs Biedermann und die Brandstifter bescherte Lösch dem Theater Basel im Februar 2014 den „ersten nennenswerten Aufreger seit Jahren.“ Löschs „Chor der Feuerwehrleute“, der sich aus Studenten der Berner Hochschule der Künste zusammensetzte, rappte und skandierte „galliges Gedankengut aus der Populistenecke: Elsässer besetzen alle Supermarktkassen, deutsche Beamte die Schweizer Bundesämter! Ägypter verbauen die Alpen! Kosovaren stechen arglose Omas ab! Auf Cartoons im Hintergrund sieht das Publikum drastische Parodien auf SVP-Wahlplakate: Alpenkühe tragen Burka. Eine arabische Schlepper-Vagina kommt mit Flüchtlingsbarken über der Schweizer Landkarte nieder.“ Lösch traf dabei offenbar „ins Schwarze. Was daran zu erkennen ist, dass ein SVP-naher Lokalredakteur der ‚Basler Zeitung‘ kurz nach der Premiere drauflos bellt, Lösch missachte ‚in krasser Weise den Volkswillen‘ und zeige ‚sein wahres Gesicht, nämlich das eines Antidemokraten‘, was keinen aufrechten Schweizer wundern dürfe, Lösch sei ja Deutscher.“ Die Inszenierung endete damit, dass der Feuerwehrchor eine Gruppe von Ausländern mit Benzin übergoss und Zündhölzer anriss. In einer überraschenden Wende „sind es am Ende die Schweizer, die Fluchtkorridore aus ihrem zerrütteten Staat gen Norden suchen. Doch die Deutschen haben die Grenzen dicht gemacht.“
Mit der Premiere des neuen Stücks Das Blaue Wunder von Thomas Freyer und Ulf Schmidt, an dem der Regisseur Lösch auch mitgeschrieben hat, kam das Staatsschauspiel Dresden am 26. Januar 2019 heraus. Die Inszenierung bietet „ein Sketch- und Typenkabarett“ zwischen Groteske und Satire, bei dem die AfD in Zitaten aus Parteiprogrammen, Aufsätzen und Reden durch den Kakao gezogen wird. Die Wochenzeitung Die Zeit veröffentlichte im Vorfeld ein Dossier mit Schlaglichtern aus den Proben. Die zehn Schauspieler turnen über ein imposantes Bühnenbild von Cary Gayler, das zuvorderst aus einem echten metallenen Schiffsrumpf besteht. Um in den rasanten Rollen- und Szenenwechseln die Übersicht zu wahren, hat Ausstatterin Carola Reuther „je nach Klasse strahlend blaue Uniformen für die Kapitänsebene, Lodenjacken für die bessere Gesellschaft und Matrosenanzug für die Malocher entworfen“. Im Schlussbild treten sie als Chor auf, rufen: „Mischt euch ein!“.
2021 inszenierte Lösch mit Stadt der Arbeit am Musiktheater im Revier einen weiteren Text von Ulf Schmidt. Das Stück basiert auf Interviews mit fünfzehn arbeitslosen Gelsenkirchenern und thematisiert die Hürden und Schwachstellen des deutschen Arbeitsmarktes und des Jobcenters. In der Inszenierung stehen die Gelsenkirchener Bürger gemeinsam mit Ensemblemitgliedern auf der Bühne stehen und konfrontieren das Theaterpublikum mit ihren Lebensrealitäten. Der Rahmen des Stückes wird durch Ensemblemitglieder des Theaters gegeben.
Im Jahr 2022 wurde sein Stück Der Tartuffe oder Kapital und Ideologie zum Berliner Theatertreffen eingeladen.

## Politisches Engagement
Volker Lösch nimmt immer wieder in den Tagesmedien und an anderen Orten zu fach- und allgemeinpolitischen Fragen Stellung, so in den Tageszeitungen taz oder junge Welt. Er ist einer der Teilnehmer des Künstlerforums der der jungen Welt eng verbundenen Kulturzeitschrift Melodie & Rhythmus im Juni 2019.
Zur Europawahl 2024 war Lösch Erstunterzeichner der Kampagne Wir wählen links.

## Auszeichnungen
- 2009: Berliner Theatertreffen für Marat, was ist aus unserer Revolution geworden?
- 2013: Lessing-Preis des Freistaates Sachsen[17]
- 2022: Berliner Theatertreffen für Der Tartuffe oder Kapital und Ideologie

## Schriften
- Hermann G. Abmayr, Volker Lösch, Gangolf Stocker, Sabine Leidig, Winfried Wolf (Hrsg.): Stuttgart 21 oder: Wem gehört die Stadt? (In Zusammenarbeit mit Lunapark21 – Zeitschrift zur Kritik der globalen Ökonomie). PapyRossa, Köln 2011.
- Volker Lösch, Gangolf Stocker, Sabine Leidig, Winfried Wolf (Hrsg.): Oben bleiben! – Die Antwort auf Heiner Geißler. PapyRossa, Köln 2011.
- Christoph Engelhardt, Egon Hopfenzitz, Sabine Leidig, Volker Lösch, Walter Sittler, Winfried Wolf: Empört Euch – weiter! Neue Argumente gegen Stuttgart 21. An einen Ministerpräsidenten und eine Kanzlerin. PapyRossa, Köln 2013.
- Volker Lösch: Macht endlich was! In: Haus Bartleby (Hg.): Das Kapitalismustribunal, Zur Revolution der ökonomischen Rechte (Das rote Buch). Herausgegeben von Alix Faßmann, Anselm Lenz und Hendrik Sodenkamp. Übersetzt von Corinna Popp, Viktor Kucharski, Anselm Lenz. Haus Bartleby e. V., Passagen Verlag, Wien 2016, ISBN 978-3-7092-0220-3, S. 117–120

## Filme
- Thomas Lauterbach: Hochburg der Sünden. BRD: INDI-Film/SWR 2007/08 (79 Min.).
- Johanna Schickentanz: Abgeschminkt: Volker Lösch. BRD: ZDF Theaterkanal 2010 (15 Min.).